# Van Buren (Misuri)
Van Buren es un pueblo ubicado en el condado de Carter en el estado estadounidense de Misuri. En el Censo de 2010 tenía una población de 819 habitantes y una densidad poblacional de 157,95 personas por km².

## Geografía
Van Buren se encuentra ubicado en las coordenadas 37°0′30″N 91°0′41″O / 37.00833, -91.01139. Según la Oficina del Censo de los Estados Unidos, Van Buren tiene una superficie total de 5.19 km², de la cual 5.19 km² corresponden a tierra firme y (0%) 0 km² es agua.

## Demografía
Según el censo de 2010, había 819 personas residiendo en Van Buren. La densidad de población era de 157,95 hab./km². De los 819 habitantes, Van Buren estaba compuesto por el 95.97% blancos, el 0% eran afroamericanos, el 0.85% eran amerindios, el 0% eran asiáticos, el 0% eran isleños del Pacífico, el 1.1% eran de otras razas y el 2.08% pertenecían a dos o más razas. Del total de la población el 2.93% eran hispanos o latinos de cualquier raza.